# Pål Henning Hansen
Pål Henning Hansen (nascido em 16 de maio de 1953) é um ex-ciclista norueguês.
Nos Jogos Olímpicos de Verão de 1976 em Montreal, competiu representando a Noruega na prova de estrada individual, no entanto, ele não terminou a sua corrida.